# Araujoa pernambucana
Araujoa pernambucana är en tvåvingeart som beskrevs av Artigas 1991. Araujoa pernambucana ingår i släktet Araujoa och familjen rovflugor. Inga underarter finns listade i Catalogue of Life.